# Le Gué-de-la-Chaîne
Le Gué-de-la-Chaîne est une ancienne commune française, située dans le département de l'Orne en région Normandie, peuplée de 680 habitants, devenue le 1er janvier 2017 une commune déléguée au sein de la commune nouvelle de Belforêt-en-Perche.

## Géographie

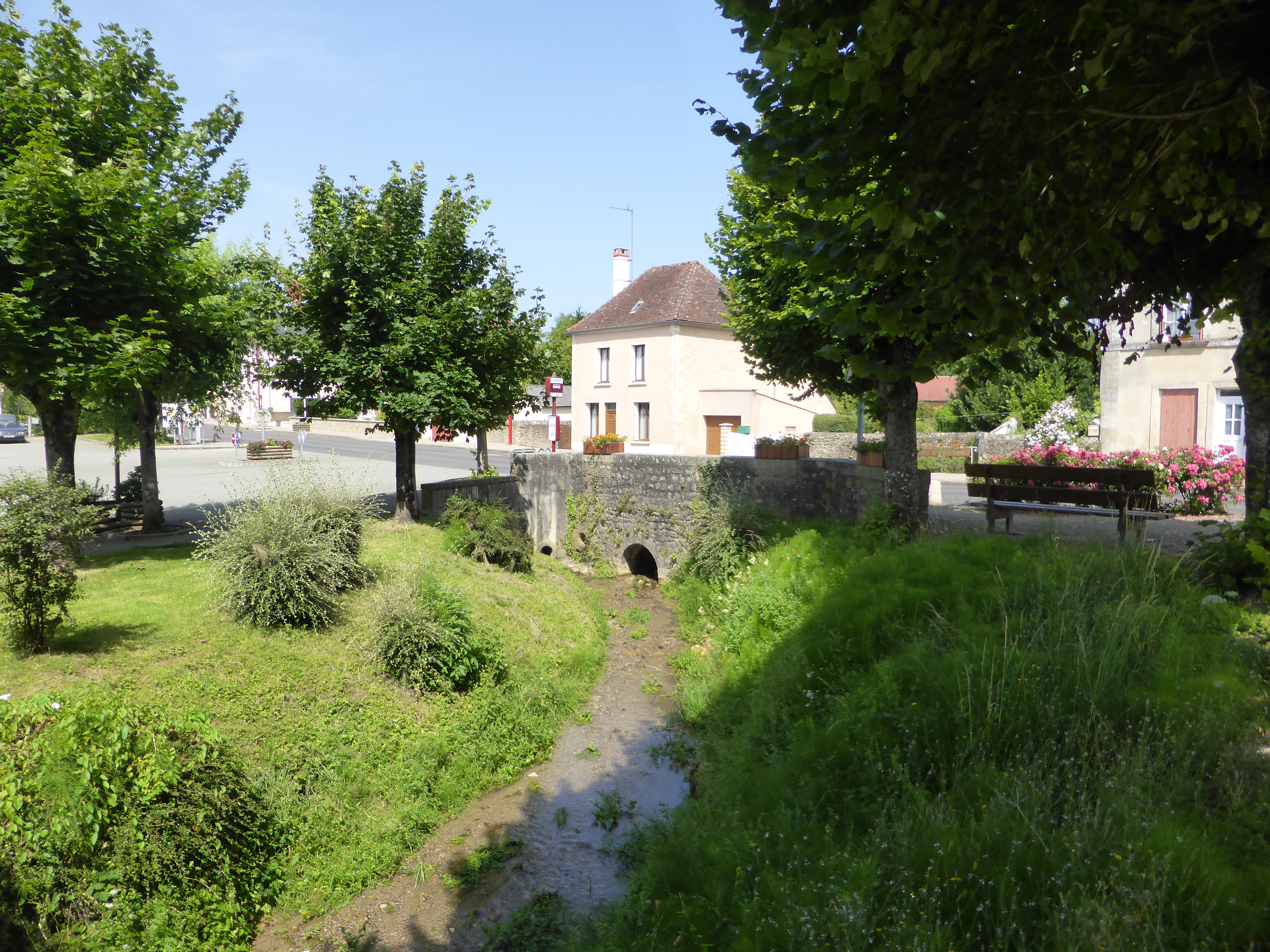
Le ruisseau traversant le village, près de l'église.

La commune est à l'ouest du Perche. Son bourg est à 3 km à l'ouest de Bellême et à 12 km à l'est de Mamers.
Un ruisseau prenant source au lieu-dit la Calabrière traverse le village.
Le point culminant (234 m) se situe au nord-est, près du lieu-dit l'Hôtel Chappey. Le point le plus bas (122 m) correspond à la sortie de la Même du territoire, au sud. La commune est semi-bocagère au sud et forestière au nord.
| La Perrière     | Bellavilliers, Eperrais | Eperrais                      |
| Origny-le-Butin | du Gué-de-la-Chaîne     | Saint-Martin-du-Vieux-Bellême |
| Vaunoise        | Igé                     | Saint-Martin-du-Vieux-Bellême |

## Toponymie
René Lepelley émet avec réserve l'hypothèse d'une allusion à une chaîne tendue autrefois pour barrer la rivière la Calabrière.
Le gentilé est Guêchois.

## Histoire
Un camp romain dit Camp de César a été identifié et fouillé en 1861 par Jousset de Bellesme.
En 1872, la commune du Gué-de-la-Chaîne est créée par scission du territoire de Saint-Martin-du-Vieux-Bellême, la Même constituant une limite naturelle entre les deux communes.
La commune nouvelle de Belforêt-en-Perche voit le jour à la suite du regroupement des communes d'Eperrais, du Gué-de-la-Chaîne, d'Origny-le-Butin, de la Perrière, de Saint-Ouen-de-la-Cour et de Sérigny le 1er janvier 2017. Son chef-lieu se situe au Gué-de-la-Chaîne.

## Politique et administration
| Période                                  | Période   | Identité       | Étiquette | Qualité     |
| ---------------------------------------- | --------- | -------------- | --------- | ----------- |
| juin 1995                                | mars 2001 | Alain Gonsard  |           |             |
| mars 2001                                | En cours  | Michel Hérouin | SE        | Agriculteur |
| Les données manquantes sont à compléter. |           |                |           |             |

Le conseil municipal est composé de quinze membres dont le maire et quatre adjoints.

## Démographie
L'évolution du nombre d'habitants est connue à travers les recensements de la population effectués dans la commune depuis 1876. À partir du 1er janvier 2009, les populations légales des communes sont publiées annuellement dans le cadre d'un recensement qui repose désormais sur une collecte d'information annuelle, concernant successivement tous les territoires communaux au cours d'une période de cinq ans. 
Pour les communes de moins de 10 000 habitants, une enquête de recensement portant sur toute la population est réalisée tous les cinq ans, les populations légales des années intermédiaires étant quant à elles estimées par interpolation ou extrapolation. Pour la commune, le premier recensement exhaustif entrant dans le cadre du nouveau dispositif a été réalisé en 2008,.
En 2021, la commune comptait 680 habitants, en évolution de −10,17 % par rapport à 2015 (Orne : −1,53 %, France hors Mayotte : +2,49 %).
Au premier recensement, en 1876, à la suite de la création de la commune, Le Gué-de-la-Chaîne comptait 1 310 habitants, population jamais atteinte depuis.
| 1876  | 1881  | 1886  | 1891  | 1896 | 1901 | 1906 | 1911 | 1921 |
| ----- | ----- | ----- | ----- | ---- | ---- | ---- | ---- | ---- |
| 1 310 | 1 256 | 1 124 | 1 063 | 932  | 832  | 840  | 831  | 654  |

| 1926 | 1931 | 1936 | 1946 | 1954 | 1962 | 1968 | 1975 | 1982 |
| ---- | ---- | ---- | ---- | ---- | ---- | ---- | ---- | ---- |
| 683  | 721  | 664  | 695  | 633  | 575  | 630  | 781  | 818  |

| 1990 | 1999 | 2008 | 2013 | 2018 | 2021 | - | - | - |
| ---- | ---- | ---- | ---- | ---- | ---- | - | - | - |
| 738  | 696  | 762  | 751  | 741  | 680  | - | - | - |

## Lieux et monuments

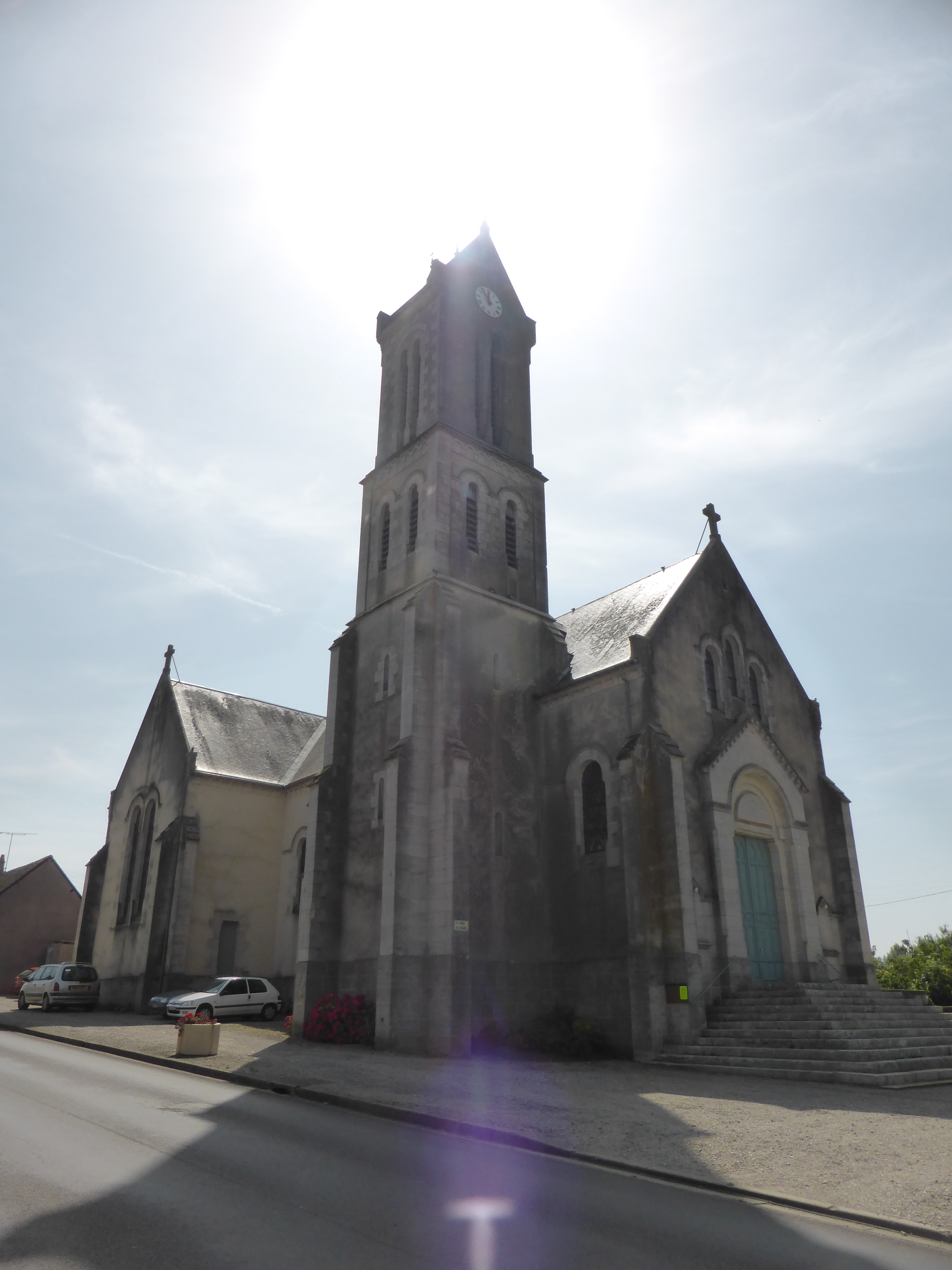
L'église Saint-Latuin.

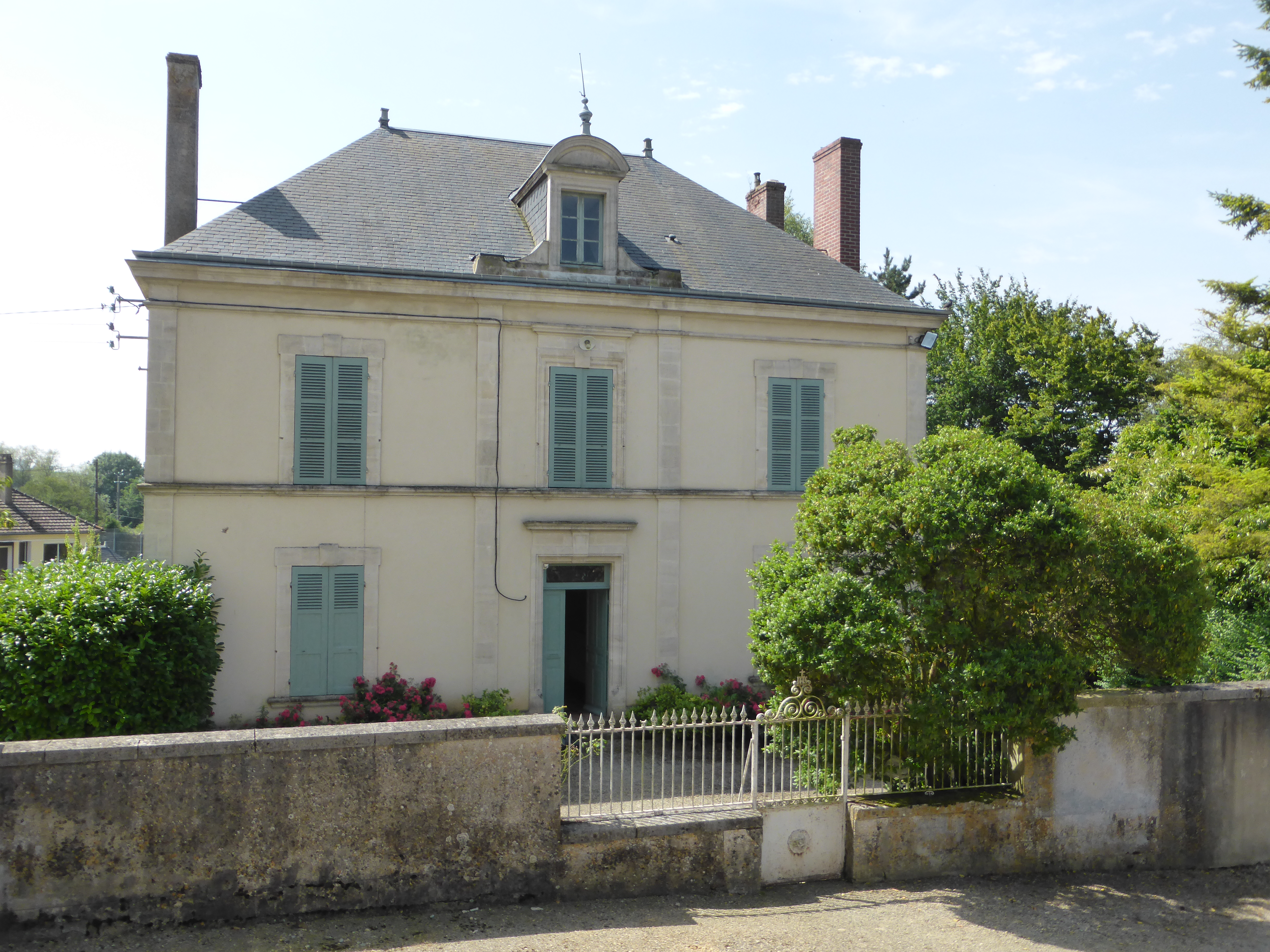
Le presbytère.

- Église Saint-Latuin (1876), abritant un christ en croix du XVIIIe siècle et un tableau du XVIIe siècle (sainte Catherine), classés à titre d'objets aux Monuments historiques[13]. On peut aussi trouver dans cette église une toile du XVIIe siècle représentant Jésus et les Saintes Femmes.
- Presbytère du XIXe siècle, dont la construction fut achevée en 1879[14].
- Au bas de l'église se trouve le lavoir communal.
- Vestiges du camp romain du Châtelier[15].
- Forêt domaniale de Bellême, au nord du territoire.

## Personnalités liées à la commune
- Jean-Luc Horvais, acteur né au Gué-de-la-Chaîne en 1948[réf. nécessaire].